# Etil protokatehuat
Etil protokatehuat je fenolno jedinjenje. On je prisutan u kikirikiju. On se isto tako javlja u vinu. On je Etanolni estar protokatehuinske kiseline.
Ovo jedinjenje je inhibitor prolil 4-hidroksilaze i može se koristiti za zaštitu miokarda.